# Sofie Cramer
Sofie Cramer (* 1974 in Soltau als Heidi Goch) ist eine deutsche Schriftstellerin.

## Leben
Sofie Cramer wuchs in der Lüneburger Heide auf. Sie studierte Politik und Germanistik in Hannover und Bonn. Anschließend absolvierte sie ein Volontariat und arbeitete für Hörfunk-PR. Daraufhin arbeitete sie als Drehbuch- und Romanautorin sowie als Scripteditorin in Hamburg, Hannover und Lüneburg. Mit SMS für dich debütierte sie 2009 als Romanautorin.
Cramer war als Kandidatin in der am 24. April 2024 ausgestrahlten Sendung des Quiz-Champions zu sehen.

## Werke
- 2009: SMS für dich, Rowohlt Verlag, 238 Seiten, ISBN 978-3-499-24982-2
  - Verfilmung: SMS für Dich (2016)
- 2010: Ein Teil von Dir, Weltbild Verlag, 254 Seiten, ISBN 978-3-8289-9669-4
- 2011: Was ich dir noch sagen will, Rowohlt Verlag, 282 Seiten, ISBN 978-3-499-25422-2
- 2012: Herz an Herz (gemeinsam mit Sven Ulrich), Rowohlt Verlag, 315 Seiten, ISBN 978-3-499-25665-3
- 2012: Der Himmel über der Heide, Rowohlt Verlag, 413 Seiten, ISBN 978-3-499-25774-2
- 2015: Der Himmel kann warten, Rowohlt Taschenbuch Verlag, 336 Seiten, ISBN 978-3-499-27143-4
- 2018: iLove, Rowohlt Taschenbuch Verlag, 288 Seiten, ISBN 978-3-499-26991-2
- 2018: Nachtflug, zusammen mit Kati Naumann. Rowohlt Taschenbuch Verlag, 320 Seiten, ISBN 978-3-499-27411-4
- 2019: Honigblütentage, Rowohlt Taschenbuch Verlag, 352 Seiten, ISBN 978-3-499-27508-1